# Carlos Alberto Sardenberg
Carlos Alberto Sardenberg (Botucatu, 25 de abril de 1947) é um jornalista e radialista brasileiro. É âncora do programa CBN Brasil, da Rádio CBN, e colunista do jornal O Globo.

## Biografia
Estudou filosofia na Universidade de São Paulo (USP), porém no último ano do curso, entre 1968 e 1969, foi impedido de se graduar em razão de eventos ligados ao AI-5. Por sugestão de um jornalista da revista Veja, amigo do seu pai, foi então trabalhar no jornal O Estado de S. Paulo.
Desde então, atua profissionalmente no jornalismo. Antes de optar pelo jornalismo econômico, passou por diversas editorias  - geral, esportes, internacional e política. Tem experiência como repórter, redator e editor. Já passou pelas redações dos jornais O Estado de S. Paulo, Jornal do Brasil, Folha de S. Paulo e Gazeta Mercantil e das revistas Veja e ISTOÉ. Na TV, foi comentarista da TV Cultura e diretor de jornalismo da Rede Bandeirantes.
Tem atuado principalmente em São Paulo, mas trabalhou durante seis anos em Brasília e realizou coberturas no exterior. De 1985 a 1987, foi Coordenador de Comunicação Social do Ministério do Planejamento (gestão João Sayad) - ocasião em que participou do lançamento e divulgação do Plano Cruzado.
Trabalhou também na área econômica do governo do estado de São Paulo na gestão Franco Montoro (1983-1987). De 1987 a 1988, foi assessor da Reitoria da Universidade Estadual de Campinas (Unicamp), ocasião em que trabalhou na definição de cursos de pós-graduação em jornalismo.

## Obra
- Aventura e agonia nos bastidores do cruzado (Companhia das Letras, 1987), sobre a criação, preparação e lançamento do Plano Cruzado.
- Jogo aberto (Brasiliense, 1989), contendo reportagens e entrevistas sobre o Plano Bresser.
- O Assunto é Dinheiro, com Mara Luquet (Saraiva, 2006). O livro reproduz os diálogos do seu programa na rádio CBN e trata de temas como orçamento, mercado financeiro, investimentos e finanças pessoais de forma leve e concisa.
- O Assunto é Tecnologia, com Daniela Braun (Saraiva, 2007).
- O Assunto é Vinho, com Renato Machado (Saraiva, 2007), sobre o diálogo diário dos dois jornalistas sobre vinhos e sua combinação com alimentos.
- Neoliberal, não. Liberal: para entender o Brasil de hoje e de amanhã (Editora Globo, Rede CBN, 2009).[6]
- O Assunto é Bolsa, com Mara Luquet (Saraiva, 2010).